# Nati nel 1918/Gennaio
| Questa pagina contiene informazioni ricavate automaticamente dalle voci biografiche con l'ausilio del template Bio e di un bot. L'aggiornamento è periodico e automatico e ricostruisce completamente la pagina. Se manca una persona in questa lista, sei pregato di non aggiungerla, ma accertati piuttosto che la sua voce biografica contenga il template Bio e che i dati anagrafici siano correttamente compilati. Se il template Bio manca, inseriscilo tu stesso o, in alternativa, metti l'avviso {{tmp\|Bio}} che ne segnala la mancanza. Se i dati riportati sono sbagliati, correggi direttamente la voce biografica; le modifiche saranno visibili in questa lista entro pochi giorni. Per chiarimenti vedi il progetto biografie. La lista contiene solo le 139 persone che sono citate nell'enciclopedia e per le quali è stato implementato correttamente il template Bio. Pagina aggiornata al 2 giu 2025. |

- 1º gennaio - Ralph Churchfield, cestista e allenatore di pallacanestro statunitense († 1995)
- 1º gennaio - Virgilio Conrero, imprenditore italiano († 1990)
- 1º gennaio - Leonardo Ferrulli, militare e aviatore italiano († 1943)
- 1º gennaio - Giuseppe Granata, politico italiano († 1998)
- 1º gennaio - Naim Krieziu, calciatore e allenatore di calcio albanese († 2010)
- 1º gennaio - Armando Ossena, multiplista e dirigente sportivo italiano († 1992)
- 1º gennaio - Willy den Ouden, nuotatrice olandese († 1997)
- 1º gennaio - Lionello Torossi, editore, autore di fantascienza e traduttore italiano († 1998)
- 1º gennaio - Tryfon Tzanetis, allenatore di calcio e calciatore greco († 1998)
- 2 gennaio - Vladimir Beljakov, ginnasta sovietico († 1996)
- 2 gennaio - Giuliano Briganti, storico dell'arte italiano († 1992)
- 2 gennaio - Pietro Buffone, politico italiano († 2013)
- 2 gennaio - Willi Graf, attivista tedesco († 1943)
- 2 gennaio - Francesco Lombardi, geodeta e topografo italiano († 2004)
- 2 gennaio - Doris Löve, botanica svedese († 2000)
- 3 gennaio - Pëtr Nilovič Demičev, politico sovietico († 2010)
- 3 gennaio - Gaetano Tanzi, pittore italiano († 2017)
- 4 gennaio - Louis Guss, attore statunitense († 2008)
- 5 gennaio - Heinz Abosch, giornalista e scrittore tedesco († 1997)
- 5 gennaio - Helmut Weitz, pittore e grafico tedesco († 1966)
- 6 gennaio - Jack Ahearn, cestista statunitense († 1968)
- 6 gennaio - Jakob Balzert, calciatore tedesco († 1997)
- 6 gennaio - Hollis Chenery, economista statunitense († 1994)
- 6 gennaio - John Joseph Cremona, giurista e poeta maltese († 2020)
- 6 gennaio - Alberta Lorenzoni, schermitrice italiana
- 7 gennaio - Vincenzo Buonassisi, gastronomo, critico musicale e critico televisivo italiano († 2004)
- 7 gennaio - Paolo Desana, politico italiano († 1991)
- 7 gennaio - Menchu Gal, pittrice spagnola († 2008)
- 7 gennaio - Marjorie Hoshelle, attrice statunitense († 1989)
- 7 gennaio - Kevin Andrew Lynch, urbanista e architetto statunitense († 1984)
- 7 gennaio - Alessandro Natta, politico italiano († 2001)
- 7 gennaio - Adriana Novelli, montatrice italiana († 2010)
- 7 gennaio - Jerry Steiner, cestista, allenatore di pallacanestro e arbitro di pallacanestro statunitense († 2012)
- 8 gennaio - Sepp Bradl, saltatore con gli sci austriaco († 1982)
- 8 gennaio - Hovhannes Zardaryan, artista armeno († 1992)
- 9 gennaio - Luigi Rosellini, calciatore italiano († 1993)
- 9 gennaio - Loudon Sainthill, costumista australiano († 1969)
- 10 gennaio - Les Bennett, calciatore inglese († 1999)
- 10 gennaio - Giorgio Bertolaso, generale e aviatore italiano († 2009)
- 10 gennaio - Arthur Chung, politico e giudice guyanese († 2008)
- 10 gennaio - Mario Marino Guadalupi, politico italiano († 1989)
- 10 gennaio - Harry Merkel, pilota automobilistico tedesco († 1995)
- 10 gennaio - Ugo Pizzarelli, militare italiano († 2008)
- 10 gennaio - Res Jost, fisico svizzero († 1990)
- 11 gennaio - Ernie Andres, cestista, allenatore di pallacanestro e giocatore di baseball statunitense († 2008)
- 11 gennaio - Gianfranco Miglio, politologo e politico italiano († 2001)
- 11 gennaio - Edward Aloysius Murphy, militare e ingegnere statunitense († 1990)
- 11 gennaio - Robert C. O'Brien, scrittore e giornalista statunitense († 1973)
- 11 gennaio - Gunnar Sønsteby, partigiano norvegese († 2012)
- 11 gennaio - Lina Termini, cantante italiana († 2004)
- 12 gennaio - Castor Cantero, calciatore paraguaiano
- 12 gennaio - Maharishi Mahesh Yogi, mistico e filosofo indiano († 2008)
- 12 gennaio - Karol L. Zachar, attore, regista teatrale e scenografo slovacco († 2003)
- 13 gennaio - Joseph Fan Zhongliang, vescovo cattolico cinese († 2014)
- 13 gennaio - Herbert L. Strock, regista, produttore televisivo e montatore statunitense († 2005)
- 13 gennaio - Bud Westmore, truccatore statunitense († 1973)
- 14 gennaio - Gegè Di Giacomo, batterista e cantante italiano († 2005)
- 14 gennaio - Guillermo Lovell, pugile argentino († 1967)
- 15 gennaio - Édouard Gagnon, cardinale e arcivescovo cattolico canadese († 2007)
- 15 gennaio - Gamal Abd el-Nasser, militare e politico egiziano († 1970)
- 15 gennaio - João Figueiredo, generale e politico brasiliano († 1999)
- 15 gennaio - Mario Puchoz, alpinista italiano († 1954)
- 15 gennaio - Vicente de la Mata, calciatore argentino († 1980)
- 16 gennaio - Renato Ferrarese, calciatore italiano († 1981)
- 16 gennaio - Inga Fischer-Hjalmars, fisica, chimica e umanista svedese († 2008)
- 16 gennaio - Marcelo González Martín, cardinale e arcivescovo cattolico spagnolo († 2004)
- 16 gennaio - Stirling Silliphant, sceneggiatore e produttore cinematografico statunitense († 1996)
- 17 gennaio - Sheri Martinelli, pittrice e poetessa statunitense († 1996)
- 17 gennaio - Eva González Fernández, scrittrice spagnola († 2006)
- 17 gennaio - Gianluigi Marianini, personaggio televisivo italiano († 2009)
- 17 gennaio - Jack Wilson, pugile statunitense († 1956)
- 18 gennaio - Adelio Albarello, politico italiano († 1985)
- 18 gennaio - Frederick C. Bock, aviatore statunitense († 2000)
- 18 gennaio - Eero Kinnunen, militare e aviatore finlandese († 1943)
- 18 gennaio - Jim Kremer, calciatore lussemburghese († 2000)
- 18 gennaio - Walter Sullivan, giornalista e saggista statunitense († 1996)
- 18 gennaio - Mutsuhiro Watanabe, militare giapponese († 2003)
- 19 gennaio - Joseph Marie Anthony Cordeiro, cardinale e arcivescovo cattolico pakistano († 1994)
- 19 gennaio - Dixie Dunbar, attrice e ballerina statunitense († 1991)
- 19 gennaio - Luciano Emmer, regista, sceneggiatore e montatore italiano († 2009)
- 19 gennaio - Tadeusz Góra, aviatore e militare polacco († 2010)
- 19 gennaio - Jim Halliday, sollevatore britannico († 2007)
- 19 gennaio - Peter Hobbs, attore statunitense († 2011)
- 20 gennaio - Francesco De Bartolomeis, pedagogista, critico d'arte e politico italiano († 2023)
- 20 gennaio - Juan García Esquivel, compositore e pianista messicano († 2002)
- 20 gennaio - David McDowell, editore statunitense († 1985)
- 20 gennaio - Rosella Towne, attrice statunitense († 2014)
- 21 gennaio - Lucy Goldner, nuotatrice austriaca († 2000)
- 21 gennaio - Jimmy Hagan, allenatore di calcio e calciatore inglese († 1998)
- 21 gennaio - Antonio Janigro, violoncellista e direttore d'orchestra italiano († 1989)
- 21 gennaio - Richard Winters, ufficiale statunitense († 2011)
- 22 gennaio - Winrich Behr, militare e ufficiale tedesco († 2011)
- 22 gennaio - Alberto Caracciolo, filosofo e traduttore italiano († 1990)
- 22 gennaio - Jack Catran, scrittore statunitense († 2001)
- 22 gennaio - Philippa Hilber, attrice e ballerina statunitense († 1996)
- 22 gennaio - Clark Howat, attore statunitense († 2009)
- 22 gennaio - Elmer Lach, hockeista su ghiaccio canadese († 2015)
- 22 gennaio - Bruno Zevi, architetto, urbanista e politico italiano († 2000)
- 23 gennaio - Maria Pia Arcangeli, attrice teatrale e cantante italiana († 1999)
- 23 gennaio - Frank Balasz, giocatore di football americano statunitense († 1962)
- 23 gennaio - Gertrude B. Elion, farmacologa e biochimica statunitense († 1999)
- 23 gennaio - Silvio Pedroni, ciclista su strada italiano († 2003)
- 24 gennaio - Art Cross, pilota automobilistico statunitense († 2005)
- 24 gennaio - Gottfried von Einem, musicista e compositore austriaco († 1996)
- 24 gennaio - Walter Mantovani, calciatore italiano
- 24 gennaio - John McLiam, attore canadese († 1994)
- 24 gennaio - Leopoldo Moggi, militare e aviatore italiano († 1940)
- 24 gennaio - Gordon Murphy, missionario statunitense († 1972)
- 24 gennaio - Donald Saddler, coreografo, ballerino e regista teatrale statunitense († 2014)
- 25 gennaio - Tranquilo Cappozzo, canottiere argentino († 2003)
- 25 gennaio - Armin Joseph Deutsch, astrofisico e scrittore di fantascienza statunitense († 1969)
- 25 gennaio - King Donovan, attore e regista statunitense († 1987)
- 26 gennaio - Nicolae Ceaușescu, politico e militare rumeno († 1989)
- 26 gennaio - Philip José Farmer, scrittore e autore di fantascienza statunitense († 2009)
- 26 gennaio - Genserico Fontana, militare italiano († 1944)
- 26 gennaio - Bill Hapac, cestista e allenatore di pallacanestro statunitense († 1967)
- 26 gennaio - Ostavo Mincarelli, calciatore e allenatore di calcio italiano († 1997)
- 26 gennaio - Vito Scotti, attore statunitense († 1996)
- 26 gennaio - Albert Sercu, ciclista su strada, pistard e dirigente sportivo belga († 1978)
- 26 gennaio - Amy Witting, scrittrice e poetessa australiana († 2001)
- 27 gennaio - Skitch Henderson, pianista, direttore d'orchestra e compositore statunitense († 2005)
- 27 gennaio - Elmore James, musicista e compositore statunitense († 1963)
- 27 gennaio - Antonín Mrkos, astronomo ceco († 1996)
- 27 gennaio - Joseph Vandevondel, cestista belga
- 28 gennaio - Suzanne Flon, attrice francese († 2005)
- 28 gennaio - Sandro Puppo, allenatore di calcio e calciatore italiano († 1986)
- 29 gennaio - Jaurès Pacifico Cecconi, matematico italiano († 2012)
- 29 gennaio - John Forsythe, attore statunitense († 2010)
- 29 gennaio - Donald Murphy, attore statunitense († 2008)
- 29 gennaio - Eddie Parry, cestista statunitense († 2016)
- 29 gennaio - Giovanni Decimo Pellegrini, vescovo cattolico e missionario italiano († 1992)
- 29 gennaio - Mary Terán de Weiss, tennista argentina († 1984)
- 30 gennaio - Claudia Drake, attrice statunitense († 1997)
- 30 gennaio - Josef Humpál, allenatore di calcio e calciatore cecoslovacco († 1984)
- 30 gennaio - Yves Jamiaque, scrittore, drammaturgo e sceneggiatore francese († 1987)
- 30 gennaio - David Opatoshu, attore e sceneggiatore statunitense († 1996)
- 31 gennaio - Michiyo Kogure, attrice giapponese († 1990)
- 31 gennaio - Philip Rastelli, mafioso statunitense († 1991)
- 31 gennaio - Guglielmo Trevisan, calciatore e allenatore di calcio italiano († 2003)